# Don't fade out! 〜フェイド・アウトはやめて〜
『Don't fade out! 〜フェイド・アウトはやめて〜』（ドント・フェイド・アウト！〜フェイド・アウトはやめて〜）は、飯島真理の17枚目のシングル。1994年7月25日にMOON RECORDS（現・ワーナーミュージック・ジャパン）から発売された。

## 解説
飯島が1994年にリリースしたアルバム『Love Season』と同日シングルカットとしてリリースされた本曲は、同時期に放送していたテレビ朝日『ウィークエンドライブ 週刊地球TV』のエンディング・テーマとして用いられた。
当初カップリングの「サンセット」を表題曲としてリリースされる予定であったが、前述のタイ・アップを受けたことから急遽『Don't fade out!』を表題曲とした経緯があり、オリジナル・カラオケが「Don't fade out!」ではなく「サンセット」であることからうかがえる。

## 収録曲
1. Don't fade out! 〜フェイド・アウトはやめて〜
  - 作詞・作曲：飯島真理、編曲：James Studer
2. サンセット
  - 作詞・作曲：飯島真理、編曲：James Studer
3. サンセット（Original Karaoke）